# Трапето
Трапето (итал. Trappeto) је насеље у Италији у округу Палермо, региону Сицилија.
Према процени из 2011. у насељу је живело 2916 становника. Насеље се налази на надморској висини од 27 м.

## Становништво
Према резултатима пописа становништва 2011. у општини је живело 3.211 становника.
| 1931. | 1936. | 1951. | 1961. | 1971. | 1981. | 1991. | 2001. | 2011. |
| ----- | ----- | ----- | ----- | ----- | ----- | ----- | ----- | ----- |
| 1.769 | 1.882 | 2.402 | 2.469 | 2.328 | 3.126 | 3.059 | 2.770 | 3.211 |